# Agentbaserad modell
Agentbaserad modell, ABM, är en typ av beräkningsmodell som oftast används för datorsimulering och som bygger på att de makroegenskaper som man försöker efterlikna är resultatet av att en stor mängd enkla objekt, agenter, interagerar på mikronivå. Med agentbaserad modellering försöker man således skapa bottom-up-modeller av komplexa system. Dessa modeller försöker vanligen efterlikna samhällsvetenskapliga, sociala eller biologiska skeenden.
Modellens grundtankar, som bygger på konceptet emergens, formulerades under 1940-talet, men den fick ingen stor användning innan datorernas genombrott. John von Neumanns cellulära automat är den första berömda varianten, och John Horton Conway utvecklade genom sitt Game of Life från 1970 teorin ytterligare, framför allt genom att han använde oerhört enkla regler för att styra sina agenters agerande.
En sedan mitten av 1990-talet starkt växande gren i den agentbaserade forskningen är agentbaserad beräkningsekonomi, agent-based computational ecomomics, där till exempel finansiella marknader studeras.
Genom att i detalj efterlikna hur ett system fungerar på dess mikroskopiska nivå, låter man systemets makroskopiska variabler framträda genom emergens. Exempelvis kan man genom att simulera enskilda individers beteenden efter en konsert studera mekanismerna för när stående ovationer inträffar eller inte inträffar. Forskare skulle i det fallet ställa upp regler för hur enskilda individer kan reagera och därigenom definiera begynnelsetillståndet för systemet, medan simulationen därefter, utan forskarens ytterligare inblandning, fick utvisa vad resultatet blev på den övergripande nivån: ifall publiken som helhet gav en stående ovation eller ej.